# Amblyscarta biscuta
Amblyscarta biscuta är en insektsart som beskrevs av Victor Antoine Signoret 1853. Amblyscarta biscuta ingår i släktet Amblyscarta och familjen dvärgstritar. Inga underarter finns listade i Catalogue of Life.